# Phaolô Maria Ro Ki-nam

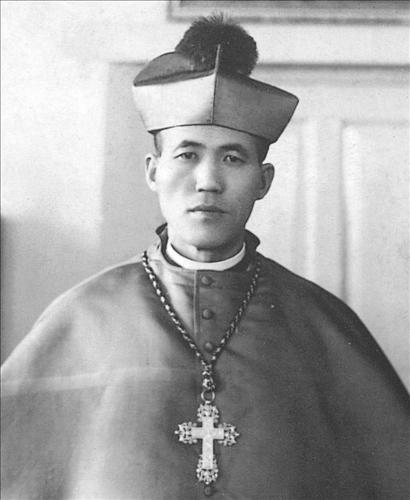

Paul Marie Kinam Ro (1902 - 1984) là một giám mục người Hàn Quốc của Giáo hội Công giáo Rôma. Ông nguyên là Tổng Giám mục chính tòa Tiên khởi của Tổng giáo phận Seoul, đồng thời cũng là Đại diện Tông Tòa cuối cùng của giáo phận này. Ông cũng nguyên là Chủ tịch Hội đồng Giám mục Hàn Quốc. Tổng giám mục Kinam Ro cũng tham dự đầy đủ bốn giai đoạn của Công đồng Vaticanô II với tư cách là một nghị phụ.

## Tiểu sử
Tổng giám mục Paul Marie Kinam Ro sinh 22 tháng 12 năm 1902 tại Ron Tjai, thuộc Hàn Quốc. Sau quá trình tu học dài hạn tại các cơ sở chủng viện, ngày 26 tháng 10 năm 1930, Phó tế Kinam Ro tiến đến việc được truyền chức linh mục.
Ngày 10 tháng 11 năm 1942, ở tuổi 40, Tòa Thánh chỉ định linh mục Kinam Ro lên làm Đại diện Tông Tòa Hạt Đại diện Tông Tòa Seoul, với chức danh Giám mục Hiệu tòa Colbasa. Lễ tấn phong cho vị tân chức được cử hành sau đó vào ngày 20 tháng 12 cùng năm. Các giáo sĩ tham dự nghi thức truyền chức cho tân đại diện Tông tòa là Giám mục Adrien-Joseph Larribeau, M.E.P., Nguyên Đại diện Tông Tòa Seoul. Hai vị giám mục phụ phong là Boniface (Josef) Sauer, O.S.B., Giám mục vùng Tokugen o Tokwon và Paul Aijirô Yamaguchi, giám mục chính tòa Giáo phận Nagasaki. Tân giám mục chọn cho mình châm ngôn:Fiat voluntas tua. Từ ngày 27 tháng 5 năm 1948 đến phạm vi hết năm 1948, ông còn kiêm nhiệm vụ trí Giám quản Tông Tòa Hạt Đại diện Tông Tòa Taiku.
Ngày 10 tháng 3 năm 1962, Hạt Đại diện Tông Tòa Seoul nâng cấp thành Tổng giáo phận Seoul, Đại diện Tông Tòa Kinam Ro được tái bổ nhiệm ở lại đây với chức danh mới là Tổng giám mục chính tòa Tổng giáo phận Seoul. Tổng giám mục Kinam Ro cũng tham dự đầy đủ bốn giai đoạn của Công đồng Vaticanô II, với vai trò là một nghị phụ. Sau đó ít năm, ngày 23 tháng 3 năm 1967, Tổng giám mục Ro bất ngờ đệ đơn xin từ nhiệm và đã được chấp thuận. Tòa Thánh sắp đặt cho vị nguyên Tổng giám mục Seoul danh vị Tổng giám mục Hiệu tòa Tituli in Proconsulari. Sau đó, ngày 10 tháng 3 năm 1971, ông cũng từ bỏ chức danh hiệu tòa này.
Ngoài các chức danh mà Tòa Thánh bổ nhiệm, ông còn kiêm nhiệm vị trí Chủ tịch Hội đồng Giám mục Hàn Quốc từ năm 1964 đến năm 1967.
Ngày 25 tháng 6 năm 1984, ông qua đời, thọ 82 tuổi, với 42 năm giám mục và 54 năm linh mục.